# Efraim
Efraim (in ebraico: אֶפְרַיִם/אֶפְרָיִם, Efráyim, ʾEp̄ráyim/ʾEp̄rāyim; ... – ...) è stato, secondo la Genesi, il secondo figlio di Giuseppe e Asenat e il capostipite della tribù di Efraim.
La scolastica ritenne tuttavia che queste informazioni fossero state aggiunte successivamente per fare in modo che la tribù fosse legata alle altre da un antenato che le desse il nome e fosse imparentato con gli altri patriarchi. La Torah spiega che il nome Efraim significa doppiamente fecondo, riferito all'attitudine del padre di avere figli, soprattutto quando si trovava in Egitto (che nella Torah viene definita la terra della sua afflizione).
Nel racconto biblico l'altro figlio di Giuseppe è Manasse e Giuseppe stesso è uno dei figli di Rachele e Giacobbe (l'altro è Beniamino). Gli studiosi della Bibbia considerano ovvio, per la sovrapposizione geografica e per come vengono trattate nei brani più antichi, che quelle di Efraim e Manasse fossero inizialmente considerate come una sola tribù, vale a dire quella di Giuseppe; secondo i biblisti, Beniamino avrebbe anch'egli fatto parte, in origine, di questa unica tribù, ma che il racconto biblico di Giuseppe e di suo padre sia andato perduto.
Un certo numero di studiosi sospetta che la distinzione delle tribù di Giuseppe (incluso Beniamino) è da intendersi che essi erano i soli Ebrei a giungere in Egitto facendone ritorno, mentre le principali tribù emersero semplicemente come una subcultura dai Canaaniti e rimanendo sempre in Cananea. In accordo con questa teoria, la storia della visita di Giacobbe a Laban per ottenere una moglie, avrebbe avuto origine come una metafora che sottendesse quella migrazione; in essa la proprietà e la famiglia ottenuta da Laban rappresentavano il rafforzamento delle tribù di Giuseppe dall'epoca del ritorno dall'Egitto; seguendo gli esegeti, la versione Jahwist del racconto su Laban cita le sole tribù di Giuseppe e Rachele a non fa in alcun modo menzione delle altre matriarche tribali.
Nella Torah, la definitiva priorità della tribù di Efraim è fatta discendere dal raggiro di Giuseppe a Giacobbe, cieco e agonizzante, nel benedire Efraim prima di Manasseh. Il testo che descrive la benedizione esibisce un hapax legomenon - il termine שכל (sh-k-l) - che la letteratura rabbinica classica ha interpretato in maniere esoteriche; altre fonti rabbiniche collegano il termine con shikkel, intendendone il significato come se Giacobbe stesse spogliando Manasseh in favore di Ephraim; mentre altre fonti rabbiniche argomentano che esso si riferisca al potere di Giacobbe nell'istruire  e guidare lo Spirito santo. Nelle fonti rabbiniche classiche, Efrem è descritto come di natura dimessa e non egoista.. Queste fonti dichiarano essere indice di modestia e di altruismo, e una visione profetica di Giosuè, l'aver Giacobbe data ad Efraim la priorità su Manasseh, il maggiore tra i due; in queste fonti Giacobbe è stimato come sufficientemente giusto perché Dio sostenesse la benedizione in suo onore, rendendo quella di Ephraim la tribù guida.